# 서운도서관
서운도서관은 인천광역시 계양구의 도서관이다.

## 연혁
- 2007년 7월 5일 국립중앙도서관의 작은도서관 대상사업 선정
- 2007년 8월 20일 리모델링 공사 착공
- 2007년 11월 19일 리모델링 공사 준공
- 2008년 4월 11일 운영 위탁업체 선정
- 2008년 5월 5일 서운작은도서관 개관
- 2011년 2월 1일 IT작은도서관 준공 및 운영
- 2016년 3월 2일 수탁기관 변경(계양문화원)
- 2019년 1월 1일 IT작은도서관 이관(서운도서관->작전도서관)
- 2021년 1월 1일 구립도서관 운영기관 변경(인천광역시계양구인재양성교육재단)

## 시설 현황
- 지하1층: 지하창고, 집수정
- 지상1층: 종합자료실, 어린이자료실, 디지털자료실, 안내데스크
- 지상2층: 열람실, 사무실
- 지상3층: 문화교실, 시청각실, 휴게실

## 이용 안내
- 책이음 서비스 : 하나의 책이음 회원증으로 전국 참여도서관에서 별도의 회원가입 절차없이 참여도서관을 이용할 수 있는 전국 통합서비스
- 책이음 가입시 참여도서관별 10권, 최대 30권까지 대출이 가능합니다. (대출일 포함 15일)
- 책이음 홈페이지를 통해 전국 참여도서관 확인 및 대출이력 조회할 수 있습니다.
- 반납연기 : 1회, 7일간 연기 가능(단, 예약 및 연체 중인 경우 반납연기 불가)

| 구분             | 월요일        | 화요일        | 수요일        | 금요일        | 토요일        | 일요일        |
| ---------------- | ------------- | ------------- | ------------- | ------------- | ------------- | ------------- |
| 어린이자료실     | 09:00 ~ 18:00 | 09:00 ~ 18:00 | 09:00 ~ 18:00 | 09:00 ~ 18:00 | 09:00 ~ 18:00 | 09:00 ~ 18:00 |
| 종합자료실       | 09:00 ~ 22:00 | 09:00 ~ 22:00 | 09:00 ~ 22:00 | 09:00 ~ 22:00 | 09:00 ~ 18:00 | 09:00 ~ 18:00 |
| 디지털자료실     | 09:00 ~ 18:00 | 09:00 ~ 18:00 | 09:00 ~ 18:00 | 09:00 ~ 18:00 | 09:00 ~ 18:00 | 09:00 ~ 18:00 |
| 열람실(노트북실) | 06:00 ~ 22:00 | 06:00 ~ 22:00 | 06:00 ~ 22:00 | 06:00 ~ 22:00 | 06:00 ~ 22:00 | 06:00 ~ 22:00 |